# Murdannia
Genre
Classification APG III (2009)
Murdannia est un genre de plantes appartenant à la famille des Commelinaceae.

## Synonymes
- Baoulia A. Chevalier;
- Dichaespermum Wight;
- Dilasia Rafinesque, nom. rej.;
- Phaeneilema Brückner;
- Prionostachys Hasskarl;
- Streptylis Rafinesque, nom. rej.

## Liste partielle d'espèces
- Murdannia acutifolia
- Murdannia bracteata
- Murdannia clarkeana
- Murdannia keisak
- Murdannia loriformus
- Murdannia nudiflora
- Murdannia satheeshiana
- Murdannia simplex
- Murdannia undulata
- Murdannia yunnanensis